# Cantonul Ollioules
Cantonul Ollioules este un canton din arondismentul Toulon, departamentul Var, regiunea Provence-Alpes-Côte d'Azur, Franța.

## Comune
- Bandol
- Évenos
- Ollioules (reședință)
- Sanary-sur-Mer